# Dedinský potok (přítok Teplice)
Dedinský potok je potok v Turci, na území okresu Turčianske Teplice. Je to levostranný přítok Teplice, měří 8,8 km a je tokem V. řádu. 
Pramení v Kremnických vrších, v podcelku Flochovský chrbát, na severozápadním svahu Javorové studně 1279.7 m n. m. v nadmořské výšce cca 1060 m n. m. Nejdříve teče západním směrem, zleva přibírá přítok (877 m n. m.) ze severovýchodního svahu Krpce (1030.9 m n. m.) a stáčí se na severozápad. Z pravé strany přibírá potok Vríč (1,3 km), vstupuje do Turčianské kotliny a protéká obcí Horná Štubňa. Na jejím území přibírá pravostrannou Bukovinu (2 km), stáčí se a teče směrem na sever. Severně od obce ústí v nadmořské výšce cca 555 m n. m. do Teplice.